# Kapelle Zum Bild

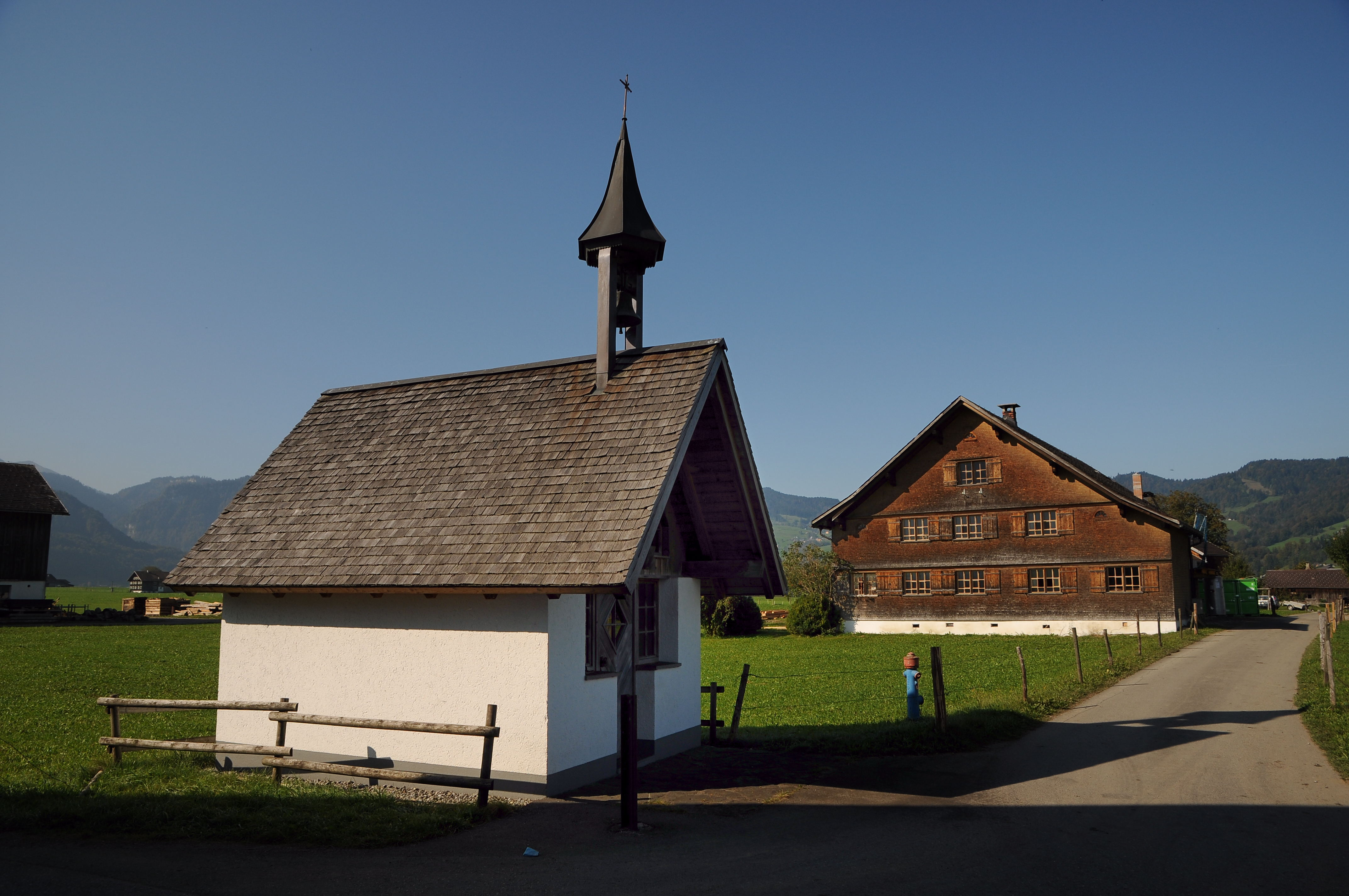
Kapelle „Zum Bild“ in Meisten

Die 1690 errichtete kleine Kapelle „Zum Bild“ im Ortsteil Meisten der Bregenzerwälder Gemeinde Andelsbuch im Vorarlberger Bezirk Bregenz steht unter Denkmalschutz (Listeneintrag).
Der schlichte Rechteckbau mit holzgedecktem Satteldach wird von einem Dachreiter gekrönt. Die 1980 erneuerte Fassade ist teilweise holzgedeckt. Seitlich des Rechteckportals befinden sich zwei Fenster. Im Giebel befindet sich ein Kruzifix aus dem 18. Jahrhundert und im Inneren ein kleiner Altar aus dem 17. Jahrhundert: Das Altarbild von 1840 zeigt den „Tod des heiligen Josefs“ flankiert von Figuren der Heiligen Sebastian, und Anna. Darüber befindet sich eine übermalte Darstellung der heiligen Katharina aus dem 17. Jahrhundert. Der Kreuzweg im Inneren stammt aus der zweiten Hälfte des 19. Jahrhunderts.